# Winterborne Herringston
Winterborne Herringston is een civil parish in het bestuurlijke gebied West Dorset, in het Engelse graafschap Dorset. In 2001 telde het dorp 26 inwoners.